# Kronokotherium brevimaxillare
Il kronokoterio (Kronokotherium brevimaxillare) è un mammifero acquatico estinto, appartenente ai desmostili. Visse nel Miocene inferiore (circa 23 - 20 milioni di anni fa) e i suoi resti fossili sono stati ritrovati in Asia.

## Descrizione
Questo animale è noto solo grazie a scarsi resti fossili del cranio, e non è possibile ricostruirne dettagliatamente l'aspetto. Dal raffronto con animali simili quali Desmostylus, si può ritenere che questo animale assomigliasse a un piccolo ippopotamo con le zampe palmate, un corpo a forma di botte e una testa lunga e bassa, con grandi zanne sporgenti. Kronokotherium si differenziava da Desmostylus principalmente per la taglia minore (si suppone non raggiungesse i due metri di lunghezza) e per la differente disposizione delle cuspidi dei molari, che avevano la caratteristica forma a cilindro cavo tipica di tutti i desmostili.

## Classificazione
Kronokotherium brevimaxillare è stato descritto per la prima volta da Pronina nel 1957, sulla base di fossili ritrovati nella penisola di Kamchatka (Siberia) in terreni risalenti all'inizio del Miocene. Kronokotherium era probabilmente un desmostilo derivato, affine all'eponimo Desmostylus; alcuni paleontologi ritengono addirittura che fosse un appartenente al medesimo genere. 
Altri fossili attribuiti con qualche incertezza a Kronokotherium o a una forma simile sono stati ritrovati nello stato di Washington (Stati Uniti).